# Tephromela brisbanensis
Tephromela brisbanensis är en lavart som först beskrevs av Alexander Zahlbruckner, och fick sitt nu gällande namn av Kalb. Tephromela brisbanensis ingår i släktet Tephromela och familjen Mycoblastaceae.   Inga underarter finns listade i Catalogue of Life.